# Jovan Skerlić
Jovan Skerlić (Јован Скерлић, ur. 20 sierpnia 1877 w Belgradzie, zm. 15 maja 1914 tamże) – serbski krytyk i teoretyk literatury.
Edukację pobierał w stolicy kraju – tam ukończył szkołę podstawową, gimnazjum, jak również kurs filozofii. Na Uniwersytecie w Belgradzie (ówczesna Velika škola) otrzymał dyplom z języka francuskiego z literaturą i teorią literatury, jako uczeń Bogdana Popovicia. Następnie udał się do Lozanny, gdzie zdał doktorat z literatury francuskiej. Przez krótki okres pracował jako nauczyciel w gimnazjum w Belgradzie, bowiem zaraz po złożeniu egzaminu doktoranckiego został mianowany wykładowcą Uniwersytetu w Belgradzie, początkowo języka francuskiego i literatury francuskiej, a następnie literatury serbskiej, którą wykładał do śmierci.
Został wybrany członkiem Serbskiej Akademii Królewskiej (późniejszej Serbskiej Akademii Nauk i Sztuk – SANU) 3 lutego 1910 roku.